# Црвенковский, Стево
Стево Црвенковский (макед. Стево Црвенковски; 18 марта 1947 года Скопье, НР Македония, СФРЮ — 4 февраля 2004 года Скопье, Республика Македония) — македонский дипломат, бывший министр иностранных дел.

## Биография
Стево Црвенковский сын бывшего секретаря ЦК Союза коммунистов Македонии Крсте Црвенковского. 
Окончил Академию театра, кино, радио и телевидения в Белграде (1973) и работал на киностудии «Вардар-фильм». В 1982 году снял фильм «Juzna Pateka», где был режиссёром и автором сценария. После провозглашения независимости был вице-премьером и министром иностранных дел Республики Македонии с 1993 по 1996 год, затем в 1997 году стал первым послом в Великобритании и Ирландии. Он был также советником по внешнеполитическим вопросам президента Киро Глигорова.